# Filemón (poeta)
Filemón (Φιλήμων / Philêmôn - «amigable, afectuoso» - 362 - 262 a. C.) fue uno de los tres autores cuyas obras se toman como modelo de la comedia nueva griega; los otros son Dífilo y Menandro. 
Filemón nació en Solos (Cilicia, en la actual Turquía); o en Siracusa (Sicilia). Se marchó a Atenas alrededor del 330 a. C. y falleció casi centenario.
Debió de ser muy popular, teniendo en cuenta sus repetidas victorias sobre su joven rival Menandro, cuyo delicado ingenio no era tanto del gusto de los atenienses de la época como la comedia de Filemón. Más tarde, su éxito sobre Menandro fue tan difícil de entender que se atribuyó al carácter de sus intrigas. A excepción de una estancia en Egipto con el rey Ptolomeo II, vivió siempre en Atenas, donde murió a la edad de cien años, pero con su inteligencia intacta. Escribió noventa y siete piezas (según otros, veintisiete), de las que 64 nos son conocidas solamente por los títulos; se conservan alrededor de 194 fragmentos sueltos. Dos de ellas se conocen a través de las refundiciones en latín de Plauto: Mercator y Trinummus.
Dominaba la comedia de situación y sus personajes son prototípicos; como Menandro, en sus fragmentos abundan las sentencias, en boca casi siempre de personajes costumbristas como cocineros o criados.